# Nyåkers kyrka
Nyåkers kyrka är en samarbetskyrka mellan EFS och Nordmalings församling i Luleå stift. Kyrkan ligger i samhället Nyåker i Nordmalings kommun.

## Kyrkobyggnaden
Träkyrkan uppfördes 1921 efter ritningar av arkitekt C Larsson. 1938 byggdes kyrkan om efter ritningar av Einar Lundberg.
Kyrkan består av långhus med ett tresidigt kor i ena änden och ett gaveltorn med huvudingång i andra änden.
Kyrkorummet har väggar klädda med gipsplattor och ett tak täckt med väv. Golvet är av trä.

## Inventarier
- Altartavlan målad av Gerda Höglund tillkom vid ombyggnaden 1938.